# فنسنت لويس
فنسنت لويس (بالفرنسية: Vincent Luis)‏ هو تريثلت فرنسي، ولد في 27 يونيو 1989 في فيزول في فرنسا.

## وصلات خارجية
- الموقع الرسمي
- فنسنت لويس على موقع الاتحاد الدولي لألعاب القوى (الإنجليزية)
- فنسنت لويس على موقع اتحاد الترياتلون الدولي (الإنجليزية)
- فنسنت لويس على موقع IAT Triathlon Database (الإنجليزية)
- فنسنت لويس على موقع أوليمبيديا (الإنجليزية)
- فنسنت لويس على موقع اللجنة الأولمبية الفرنسية (مؤرشف) (الفرنسية)